# Arnebia fimbriata
Arnebia fimbriata är en strävbladig växtart som beskrevs av Maximowicz. Arnebia fimbriata ingår i släktet Arnebia och familjen strävbladiga växter. Inga underarter finns listade i Catalogue of Life.